# Бєляєва Ольга Петрівна
Ольга Петрівна Бєляєва (22 березня 1959, Брянка, Луганська область, СРСР) — українська спортсменка (шашки), директор київської школи гросмейстерів. Громадський діяч України.

## Біографія
Народилася у Брянці Луганської області, навчалася у фізкультурному інтернаті. Займалася під керівництвом відомих майстрів Ростислава Лещинського та Володимира Каплана.
Чемпіонка Української РСР з міжнародних шашок 1975. Неодноразово виступала в чемпіонатах СРСР з міжнародних шашок, найкращий результат — 2-е місце (Бендери, 1975).
Чоловік Яценко Анатолій Васильович, майстер спорту з шашок, голова української федерації шашок. Син Олег Яценко та донька Олена.

## Створення київської школи гросмейстерів з шахів
Після здобуття Україною незалежності у Києві було створено Всеукраїнську шахово-шашкову школу гросмейстерів, директором якої стала Ольга Петрівна.
Школу відвідував майбутній чемпіон світу з шахів за версією ФІДЕ Руслан Пономарьов.